# Cecidellis
Cecidellis is een geslacht van vliesvleugeligen uit de familie Pteromalidae. De wetenschappelijke naam van dit geslacht is voor het eerst geldig gepubliceerd in 2005 door Paul E. Hanson.

## Soorten
Het geslacht Cecidellis omvat de volgende soorten:
- Cecidellis inflativena Hansson, 2005
- Cecidellis nectandra Hansson, 2005
- Cecidellis nigriseta Hanson, 2005